# Jörgen Andersen
Jörgen Andersen (* 28. Januar 1905 in Löndt, Hadersleben; † 27. April 1993) war ein deutscher Politiker der dänischen Minderheit in Schleswig-Holstein.

## Leben und Beruf
Andersen war ausgebildeter Elektromeister. Er arbeitete bis 1933 und seit 1945 in leitender Position bei der Elektrizitäts-, Gas- und Wasserversorgung der Stadt Schleswig. 1933 wurde er aus politischen Gründen entlassen und war als Hilfsarbeiter auf einer Werft in Kiel tätig.

## Politik
Andersen war vor 1933 Mitglied der SPD und des Reichsbanners Schwarz-Rot-Gold sowie Kassierer im Ortsausschuss des ADGB. 1933 trat er der Marine-SA bei, die er im Juni 1936 wieder verließ. Am 3. Dezember 1937 beantragte die Aufnahme in die NSDAP und wurde rückwirkend zum 1. Mai desselben Jahres aufgenommen (Mitgliedsnummer 5.237.005). Danker und Lehmann-Himmel charakterisieren ihn in ihrer Studie über das Verhalten und die Einstellungen der Schleswig-Holsteinischen Landtagsabgeordneten und Regierungsmitglieder der Nachkriegszeit in der NS-Zeit als „angepasst ambivalenten Jongleur“. Sie nennen ihn als Beispiel dafür, wie das NS-Regime auch politische Gegner aus der Zeit der Weimarer Republik zu „nach außen offen demonstrietem massiven Anpassungsverhalten“ zwingen konnten.
Nach dem Zweiten Weltkrieg gehörte zu den Mitbegründern des Südschleswigschen Wählerverbandes (SSW). Der SSW vertritt als Südschleswigsche Regionalpartei die Interessen der dänischen und friesischen Minderheit.
Vom 26. August 1950, als er für den verstorbenen Waldemar Reeder nachrückte, bis 1954 war er Abgeordneter des Schleswig-Holsteinischen Landtags. Er gehörte zeitweilig auch der Stadtvertretung von Schleswig an.

## Minderheitenarbeit
Andersen gehörte dem Vorstand des Südschleswigschen Vereins in der Stadt Schleswig an. Er engagierte sich insbesondere in der Dänischen Schulbewegung und war Mitinitiator der Gründung der Gottorp-Skolen und der Hjort-Lorenzen-Skolen in Schleswig.